# Dolar din Kiribati
Dolarul din Kiribati (engleză: Kiribati dollar) este unitatea monetară a statului Kiribati, care se află în Micronezia în Oceanul Pacific. Dolarul din Kiribati se folosește în Kiribati cu monede și bancnote de dolar australian. Dolarul australian este folosit în Kiribati din 1966. Înainte se folosea lira australiană. Există doar monede de dolarul din Kiribati. Paritatea dolarului din Kiribati este fixată cu dolarul australian (1 dolar din Kiribati = 1 AUD).

## Numismatică

### Monede
Primele monede au fost emise în 1979 după independența statului. Au fost emise denominații de 1¢, 2¢, 5¢, 10¢, 20¢, 50¢ și $1. O monedă de 2 $ a fost emisă în 1989, zece ani după independența. Piesele de 1¢ și 2¢ sunt făcute de bronz; piesele de 5¢, 10¢, 20¢, 50¢ și $1 de cupro-nichel și piesa de $2 de nichel-alamă. Aversul pieselor poartă inscripția "KIRIBATI" și stema țării. Reversul pieselor poartă valoarea nominală și o ilustrație:
- Piesa de 1¢: o fregată de Andrews (Fregata andrewsi)
- Piesa de 2¢: planta Babal
- Piesa de 5¢: un geco tokai (Gekko gecko)
- Piesa de 10¢: un fruct al arborelui de pâine (Artocarpus altilis)
- Piesa de 20¢: trei delfini
- Piesa de 50¢: planta Panda oleosa
- Piesa de $1: un canoe polinezian
- Piesa de $2: o pălărie tradițională și o floare de zămoșiță

### Bancnote
Kiribati folosește bancnote de dolar australian. Există bancnote de $5‚ $10‚ $20‚ $50 și $100.